# 交響曲第2番 (カリンニコフ)
交響曲第2番（こうきょうきょくだい2ばん）イ長調は、ヴァシリー・カリンニコフが1897年に完成させた交響曲。第1番と同じくアレクサンドル・ニコラエヴィチ・ヴィノグラツキー(Виноградский, Александр Николаевич、Alexander Nikolayevich Vinogradsky)の指揮で1898年にキエフで初演され、ヴィノグラツキーに献呈された。

## 楽器編成
ピッコロ、フルート2、オーボエ2、コーラングレ、クラリネット2、ファゴット2、ホルン4、トランペット2、トロンボーン3、チューバ、ティンパニ、ハープ、弦五部

## 楽曲構成
第1楽章冒頭の旋律が循環主題として全曲にわたって活用される、いわゆる循環形式を用いて書かれている。カリンニコフは、循環主題（譜例）にヴィノグラツキーへの献辞を書き添えていた。
- 第1楽章 モデラート - アレグロ・ノン・トロッポ
2/4拍子 イ長調　序奏を持つソナタ形式。
- 第2楽章 アンダンテ・カンタービレ
3/4拍子 嬰ヘ短調　コーラングレが叙情的な主題（循環主題の変奏）を提示する。三部形式。
- 第3楽章 アレグロ・スケルツァンド
3/8拍子 ニ長調 - 2/4拍子　素朴な旋律が現れるトリオを持つスケルツォ。
- 第4楽章 アンダンテ・カンタービレ ‐ アレグロ・ヴィーヴォ
3/4拍子 イ長調 - 2/4拍子 ヘ長調 - 2/2拍子 イ長調　コーラングレとホルンの導入の後、第1楽章の主題が再現される。それまでの楽章の主題を次々に回想し、最後は循環主題を高らかに響かせて曲を閉じる。